# Janusz Zaorski
Pour les articles homonymes, voir Zaorski.
Janusz Zaorski (né le 19 septembre 1947 à Varsovie) est un réalisateur, scénariste et acteur polonais.

## Biographie
Fils de l'ancien vice-ministre de la Culture et des Arts Tadeusz Zaorski, Janusz Zaorski étudie à l'École nationale de cinéma de Łódź, dont il sort diplômé en 1969.
Il est le frère cadet de l'acteur Andrzej Zaorski.

## Filmographie partielle

### Comme réalisateur

#### Cinéma
- 1967 : Maestro
- 1968 : Spowiedź
- 1970 : Na dobranoc
- 1971 : Uciec jak najbliżej
- 1974 : Awans
- 1976 : Zdjęcia próbne
- 1977 : Pokój z widokiem na morze
- 1981 : Dziecinne pytania
- 1982 : Matka Królów
- 1984 : Baryton
- 1985 : Jezioro Bodeńskie
- 1985 : Zabawa w chowanego
- 1988 : Piłkarski poker
- 1991 : Panny i wdowy
- 1997 : Szczęśliwego Nowego Jorku
- 2002 : Haker
- 2004 : Cudownie ocalony
- 2004 : Królewska ruletka
- 2005 : Lekarz drzew
- 2006 : Mundial bialo-czerwonych : Trzej przyjaciele z boiska (documentaire)
- 2013 : Syberiada polska

#### Télévision
- 1976 : Zezem (série télévisée)
- 1972 : Kaprysy Łazarza (téléfilm)

### Comme scénariste

#### Cinéma
- 1970 : Na dobranoc
- 1977 : Pokój z widokiem na morze
- 1985 : Jezioro Bodeńskie
- 1997 : Szczęśliwego Nowego Jorku
- 2002 : Haker
- 2005 : Lekarz drzew

#### Télévision
- 1976 : Zezem (série télévisée)

### Comme acteur
- 1972 : Palec boży
- 1976 : Zdjęcia próbne
- 1980 : Mniejsze niebo
- 1988 : Piłkarski poker

## Récompenses et distinctions
- 1986 : Léopard d'or du Festival international du film de Locarno pour Jezioro Bodenskie
- 1987 : Lion d'or du Festival du film polonais de Gdynia pour Matka Królów